# ميخائيل كناب
ميخائيل كناب (بالإنجليزية: Michael Knapp)‏ هو لاعب كرة قدم أمريكي في مركز الوسط، ولد في 30 يناير 2000 في Bloomfield, New Jersey ‏ في الولايات المتحدة.